# Língua sérvia
A língua sérvia (српски језик, transl. srpski jezik) é a variedade padronizada do servo-croata usada principalmente pelos sérvios. É a língua oficial da Sérvia, do Kosovo e uma das três línguas oficiais da Bósnia e Herzegovina. Além disso, é uma língua minoritária reconhecida em Montenegro, onde é falada por uma parte considerável da população, bem como na Croácia, Macedônia do Norte, Romênia, Hungria, Eslováquia e República Tcheca. Ela é uma língua eslava meridional, falada por cerca de 12 milhões de pessoas.

## Distribuição geográfica
- Sérvia: 6,540,699 (língua oficial)
- Bósnia e Herzegovina: 1,086,027[7] (língua cooficial)
- Alemanha: 568,240
- Áustria: 350,000
- Montenegro: 265,890 (língua minoritária reconhecida)
- Suíça: 186,000
- Estados Unidos: 172,874
- Suécia: 120,000
- Itália: 106,498 [8]
- Canadá: 72,690[9]
- Austrália: 55,114[10][11]
- Croácia: 52,879[12] (língua minoritária reconhecida)
- Eslovênia: 38,964
- Macedônia do Norte: 35,939 (língua minoritária reconhecida)
- Romênia: 22,518 (língua minoritária reconhecida)

### Estatuto oficial
O sérvio é o idioma oficial da Sérvia, oficial entre as 3 línguas na Bósnia e Herzegovina, e do Kosovo.

### Dialetos
Os principais dialectos do sérvio são o oriental stokavsk, e o ocidental torlak. A forma literária baseia-se no dialecto oriental stokavsk.

## Alfabeto
O idioma sérvio tem dois alfabetos, o cirílico e o latino. Ambos tem 30 letras e uma letra de um alfabeto tem um correspondente no outro (apesar de a ordem das letras serem diferentes de um alfabeto para o outro).
```
А а Б б В в Г г Д д Ђ ђ Е е Ж ж З з И и Ј ј К к Л л Љ  љ  М м

A a B b V v G g D d Đ đ E e Ž ž Z z I i J j K k L l Lj lj M m
```

```
Н н Њ  њ  О о П п Р р С с Т т Ћ ћ У у Ф ф Х х Ц ц Ч ч Џ  џ  Ш ш

N n Nj Nj O o P p R r S s T t Ć ć U u F f H h C c Č č Dž dž Š š
```

| Cirílico (ћирилица) | Latino (latinica) |   | Cirílico (ћирилица) | Latino (latinica) |
| A                   | A                 | Н | N                   |                   |
| Б                   | B                 | Њ | Nj                  |                   |
| В                   | V                 | О | O                   |                   |
| Г                   | G                 | П | P                   |                   |
| Д                   | D                 | Р | R                   |                   |
| Ђ                   | Đ                 | С | S                   |                   |
| Е                   | E                 | Т | T                   |                   |
| Ж                   | Ž                 | Ћ | Ć                   |                   |
| З                   | Z                 | У | U                   |                   |
| И                   | I                 | Ф | F                   |                   |
| Ј                   | J                 | Х | H                   |                   |
| К                   | K                 | Ц | C                   |                   |
| Л                   | L                 | Ч | Č                   |                   |
| Љ                   | Lj                | Џ | Dž                  |                   |
| М                   | M                 | Ш | Š                   |                   |

## Fonologia e Fonética

### Vogais
| Alfabeto Latino | Alfabeto Cirílico | AFI | Equivalente no Português |
| --------------- | ----------------- | --- | ------------------------ |
| a               | а                 | [a] | mato                     |
| i               | и                 | [i] | pedir                    |
| e               | е                 | [e] | saber                    |
| o               | о                 | [o] | morrer                   |
| u               | у                 | [u] | luta                     |

### Consoantes
| Consoantes do Sérvio | Consoantes do Sérvio | Consoantes do Sérvio | Consoantes do Sérvio | Consoantes do Sérvio | Consoantes do Sérvio | Consoantes do Sérvio | Consoantes do Sérvio | Consoantes do Sérvio | Consoantes do Sérvio | Consoantes do Sérvio | Consoantes do Sérvio | Consoantes do Sérvio | Consoantes do Sérvio | Consoantes do Sérvio |
|                      | Bilabial             | Bilabial             | Labio Dental         | Labio Dental         | Dental               | Dental               | Alveolar             | Alveolar             | Pós Alveolar         | Pós Alveolar         | Palatal              | Palatal              | Velar                | Velar                |
| -------------------- | -------------------- | -------------------- | -------------------- | -------------------- | -------------------- | -------------------- | -------------------- | -------------------- | -------------------- | -------------------- | -------------------- | -------------------- | -------------------- | -------------------- |
| Oclusiva             | /p/ P                | /b/ B                |                      |                      | /t/ T                | /d/ D                |                      |                      |                      |                      |                      |                      | /k/ K                | /g/ G                |
| Nasal                | /m/ M                | /m/ M                |                      |                      |                      |                      | /n/ N                | /n/ N                |                      |                      | /ɲ/ Nj               | /ɲ/ Nj               |                      |                      |
| Fricativa            |                      |                      | /f/ F                |                      | /s/ S                | /z/ Z                |                      |                      | /ʃ/ Š                | /ʒ/ Ž                |                      |                      | /x/ H                | /x/ H                |
| Africada             |                      |                      |                      |                      | /ʦ/ C                |                      |                      |                      | /tʃ/ Č               | /dʒ/ Dž              | /ʨ/ Ć                | /ʥ/ Đ                |                      |                      |
| Aproximante          |                      |                      |                      | /ʋ/ V                |                      |                      |                      |                      |                      |                      | /j/ J                | /j/ J                |                      |                      |
| Vibrante             |                      |                      |                      |                      | /r/ R                | /r/ R                | /r/ R                | /r/ R                | /r/ R                | /r/ R                |                      |                      |                      |                      |
| Laterais             |                      |                      |                      |                      | /l/ L                | /l/ L                | /l/ L                | /l/ L                | /l/ L                | /l/ L                | /ʎ/ Lj               | /ʎ/ Lj               |                      |                      |

A letra R serve de vogal em várias palavras, como em: srpski (sérvio), Srbija (Sérvia), prst (dedo) e prljav (sujo). Há até um trava-línguas onde várias palavras que contêm o R vocálico são encontradas: Na vrh brda vrba mrda.
O L também pode servir de vogal, mas em um número muito reduzido de palavras como bicikl (bicicleta).

## Gramática
No sérvio existem sete casos gramaticais: nominativo, genitivo, dativo, acusativo, vocativo, instrumental e locativo.
Existem três gêneros gramaticais: masculino, feminino e neutro.
Há dois números gramaticais: singular e plural.

## Vocabulário
- Sérvio: српски, srpski
- Olá: здраво, zdravo
- Até mais ver, Até logo: до виђења, do viđenja
- Obrigado: хвала, hvala
- Por favor: молим, molim
- Como está? (informal): Како си?, Kako si?
- Como está (formal)?: Како сте?, Kako ste?
- Bem: добро, dobro
- Sim: да, da
- Não: не, ne
- Compreendo: разумем, razumem
- Não compreendo: не разумем, ne razumem
- Você fala português? (informal): Говориш ли португалски?, Govoriš li portugalski?
- Você fala português? (formal): Говорите ли португалски?, Govorite li portugalski?
- O meu amigo sérvio: мој српски друг, moj srpski drug
- A minha amiga sérvia: моја српска другарица, moja srpska drugaritsa